# Winthemia miyatakei
Winthemia miyatakei är en tvåvingeart som beskrevs av Hiroshi Shima 1996. Winthemia miyatakei ingår i släktet Winthemia och familjen parasitflugor. Inga underarter finns listade i Catalogue of Life.